# Florin austro-hongrois
Ne doit pas être confondu avec forint hongrois.
Le florin (en allemand Gulden ; en hongrois forint ; en latin, florinus) est à partir de 1754 l'unité monétaire de la monarchie de Habsbourg, puis de l'empire d'Autriche (1804-1867), et enfin de l'Autriche-Hongrie, jusqu'en 1892.  
Le système décimal est adopté en 1857 : le florin, abrégé Fl (latin) ou Ft (hongrois), est alors divisé en 100 kreuzers (allemand) ou krajczár (hongrois).
Cette monnaie est remplacée par la couronne austro-hongroise avec l'adoption de l'étalon-or.

## Histoire monétaire
Dans le but d'unifier les monnaies circulantes sur leur vaste empire, François Ier et Marie-Thèrèse d'Autriche introduisent une réforme monétaire en 1754. Le florin devient l'unité monétaire et vaut ½ reichsthaler, système fondé en 1520 par Charles-Quint. Aucune pièce de monnaie n'est frappée avec indication de la valeur « florin » (tout comme la livre tournois du royaume de France à la même époque). La pièce en argent mentionnant la somme de 30 kreuzers, assez courante, équivaut à un ½ florin. Dans le même temps, le thaler est réformé, le Konventionstaler est fixé à 28 g d'argent. Les pièces portent des légendes en latin. Le mot « florin » a pour origine la pièce d'or fabriquée à Florence depuis le Moyen Âge, mais dans l'usage courant, ce mot est rarement utilisé. Ainsi, dans l'espace germanophone, on dira Gulden, hongrois forint, croate forinta, et tchèque zlatý. Toutefois, l'ensemble des mentions frappées sur les pièces restent en latin.
Le système, non décimal, est le suivant :
- 1 Fl = 60 kreuzers ;
- 1 kreuzer = 8 hellers ou 4 pfennigs.

Dans les Pays-Bas autrichiens, entre 1744 et 1798, le florin circule mais est divisé en 20 sols ou 80 liards. La valeur du thaler y est fixée à 63 sols.
En 1772, la partition de la Pologne entraine la formation d'un nouveau royaume lié à l'empire, la Galicie et Lodomérie. Y circule le grosz (grossus) dont la valeur est de ½ kreuzer.
Le système florin se maintient après 1804, et jusqu'en 1857. La dévalorisation de 1857 vise à harmoniser les systèmes monétaires en vigueur dans la Confédération germanique du nord, en royaume de Bavière et dans l'empire d'Autriche. Le thaler réformé autrichien s'aligne sur un thaler unifié (Vereinsthaler). Le florin, pour la première fois frappée en tant que pièce, comporte alors un titrage d'argent inférieur de près de 5 %. Par ailleurs, le système est décimalisé : 1 Fl = 100 kreuzer et il faut 1,5 Fl pour 1 thaler unifié. Des florins furent frappés comportant des légendes en hongrois dès 1867 avec la formation de l'Autriche-Hongrie. 
À la suite de l'adhésion de l'Autriche-Hongrie à l'Union latine, une pièce en or de 8 Fl fut frappée avec la mention « 20 Fr. » (pour frank, francs-or) indiquée sur le revers, ce qui revient à un cours au change de 1 Fl = 2,50 Fr.
En 1892, thaler et florin sont remplacés par la couronne austro-hongroise.

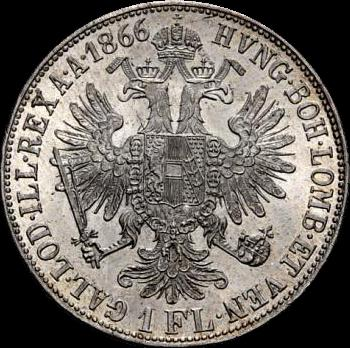
Pièce en argent de 1 Fl, type 1866, légende en latin (revers).
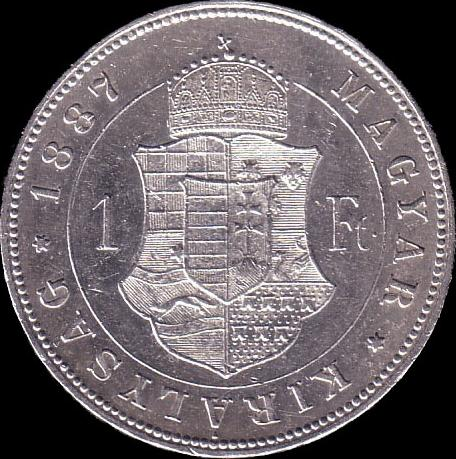
Pièce de 1 Ft, type 1887, légende en hongrois (revers).

## Billets de banque
Les plus anciens billets émis en florin, appelés Bancozettels datent de 1759, imprimés uniface en noir au nom de la Wiener Stadtbanco, la banque de la ville de Vienne, qui poursuit ses émissions jusqu'en 1806. Par la suite, c'est la Privilegirte Österreichische Nationalbank qui prend le relais jusque dans les années 1860. Après la révolution de 1848, l'État autrichien fonde la Kaiserlich-königliche Staats-Central-Cassé (« Banque centrale impériale et royale d'État »), en lien avec la Banque austro-hongroise, principale émettrice. À partir de 1880, elle imprime des billets en couleurs de 1, 5, 10, 50, 100 et 1000 florins furent émis, avec un recto en allemand et un verso en hongrois. La série 1880 a été dessinée par Ferdinand Laufberger.

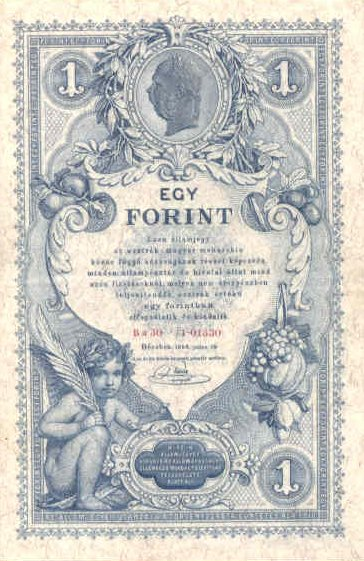
1 florin type 1888
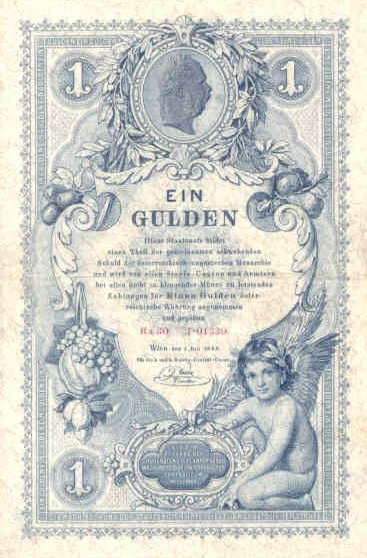
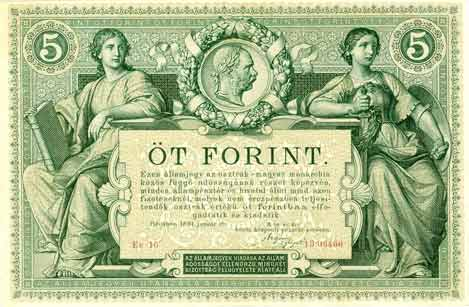
5 florins type 1881
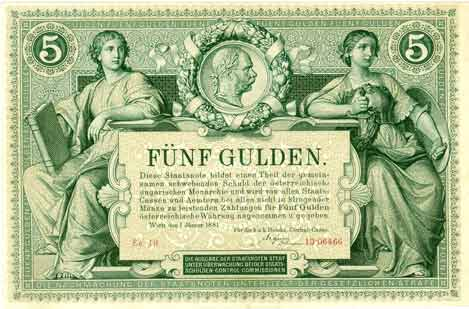
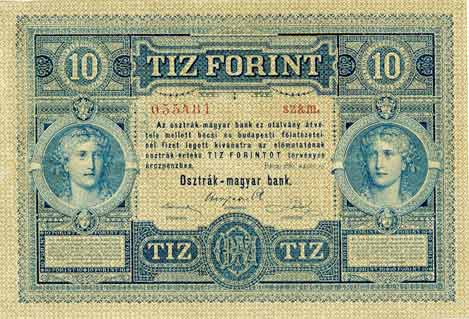
10 florins type 1880
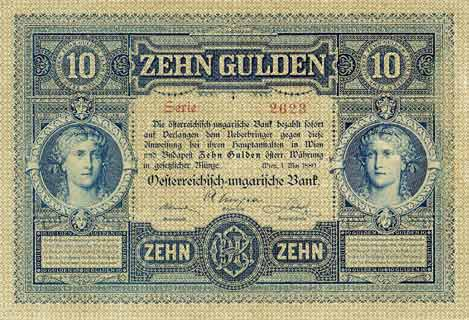
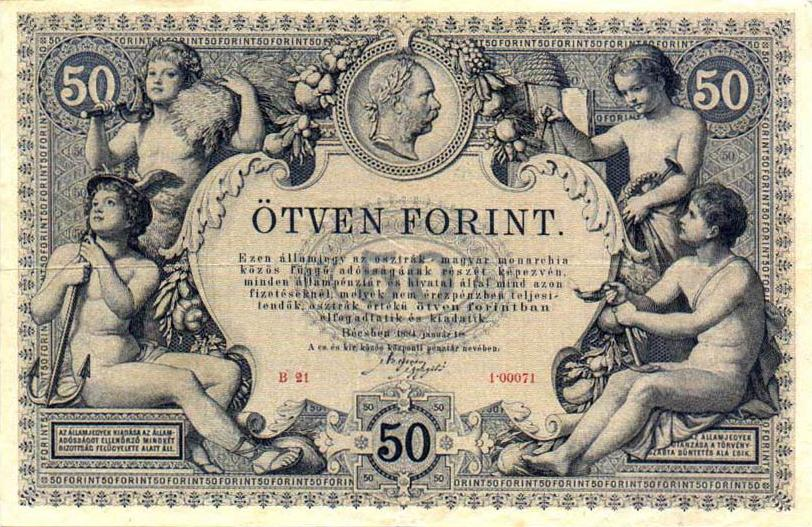
50 florins type 1884
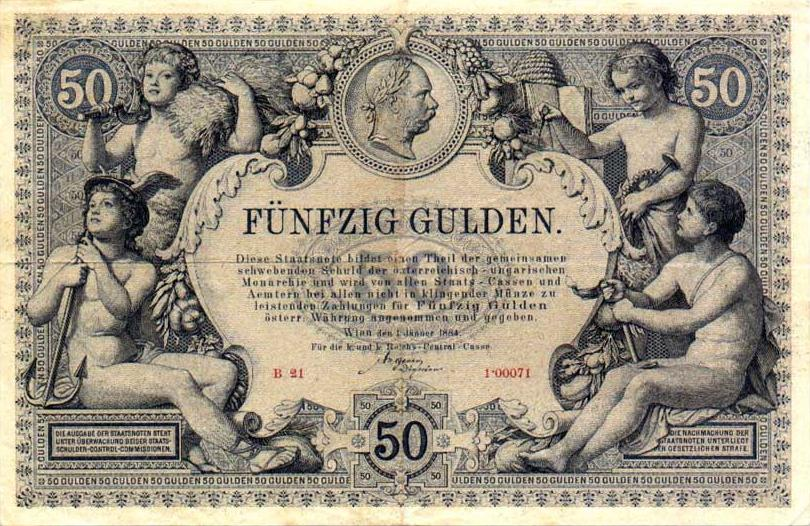
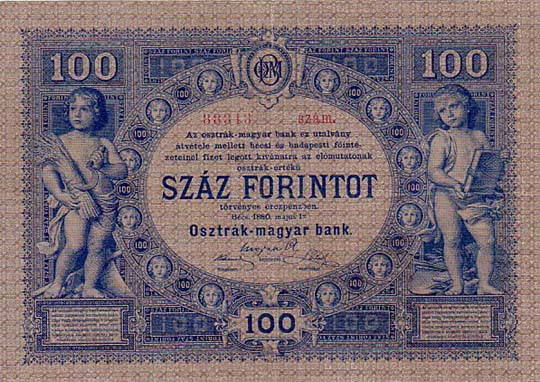
100 florins type 1880
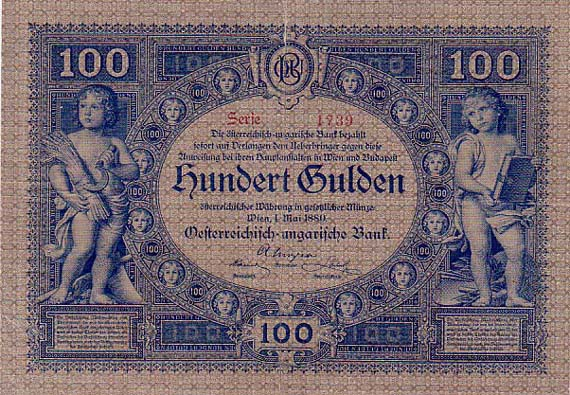
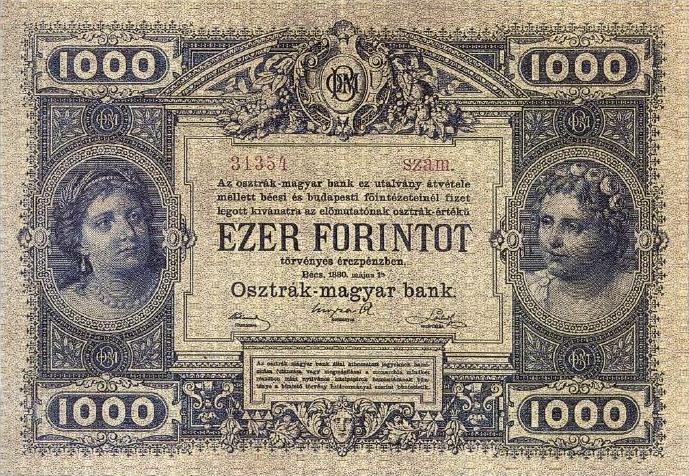
1000 florins type 1880
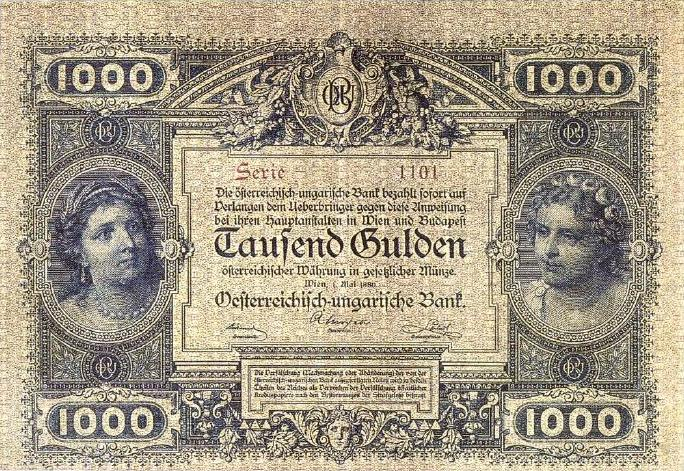